# أنطونيو كابللو
أنطونيو كابللو (بالإسبانية: Antonio Cabello)‏ هو دراج إسباني، ولد في 5 يناير 1990 في قرطبة في إسبانيا.

## وصلات خارجية
- أنطونيو كابللو على موقع الاتحاد الدولي للدراجات (الإنجليزية)
- أنطونيو كابللو على موقع أرشيف الدراجات (الإنجليزية)
- أنطونيو كابللو على موقع إحصائيات الدراجات الإحترافية (الإنجليزية)